# 西金砂山
西金砂山（にしかなさやま）は、茨城県常陸太田市にある標高418 mの山。山田川を挟んで東金砂山と対峙する。山頂には創建806年とされる西金砂神社本殿がある。山頂は西側が100 mも切れ落ちた断崖絶壁となっている。

## 概要
常陸五山（他に東金砂山、真弓山、竪破山、花園山）のひとつで、山岳信仰の聖地とされる。山頂からの眺めが素晴らしく、徳川斉昭が「眺むれば 心の隅も打ちはれて さやかに匂ふ 遠の山の端」と絶唱したという。日光連山や筑波山、また天気が良ければ富士山を望むこともできる。境内は茨城百景のひとつである。
二之鳥居の脇にあるサワラとイチョウの御神木は推定樹齢740年で、茨城県内最大級でもある。

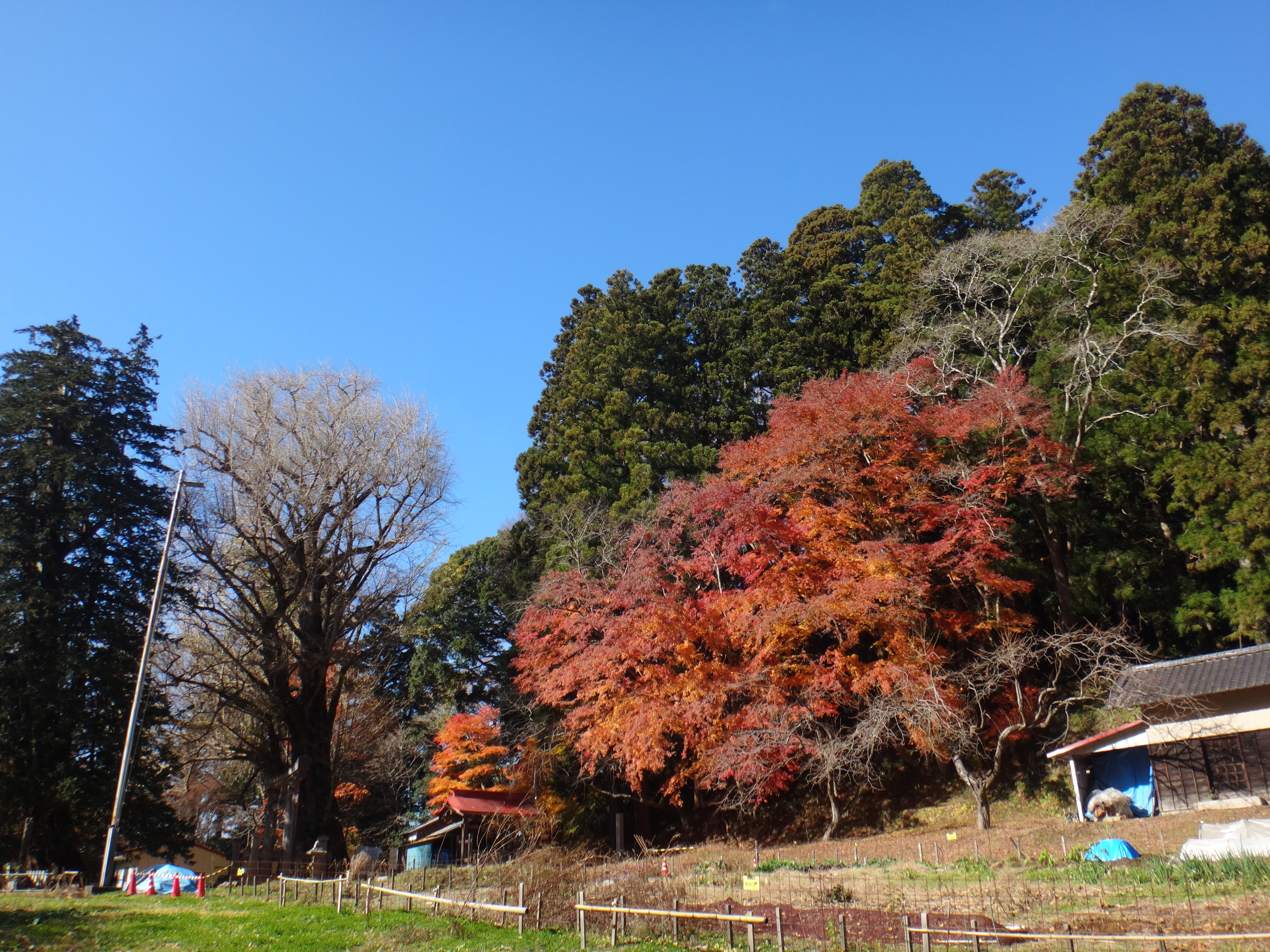
西金砂神社のニ之鳥居
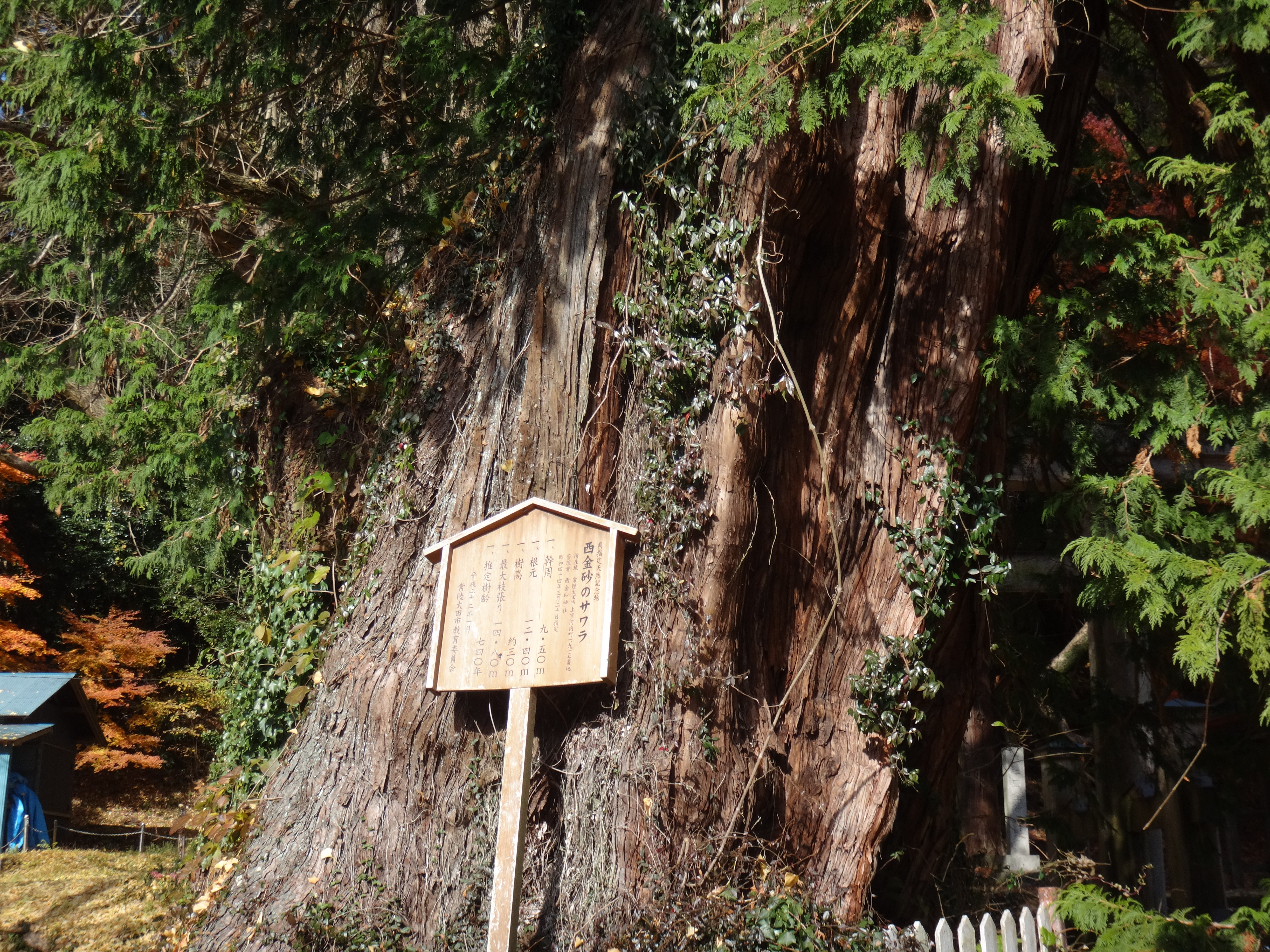
西金砂のサワラ
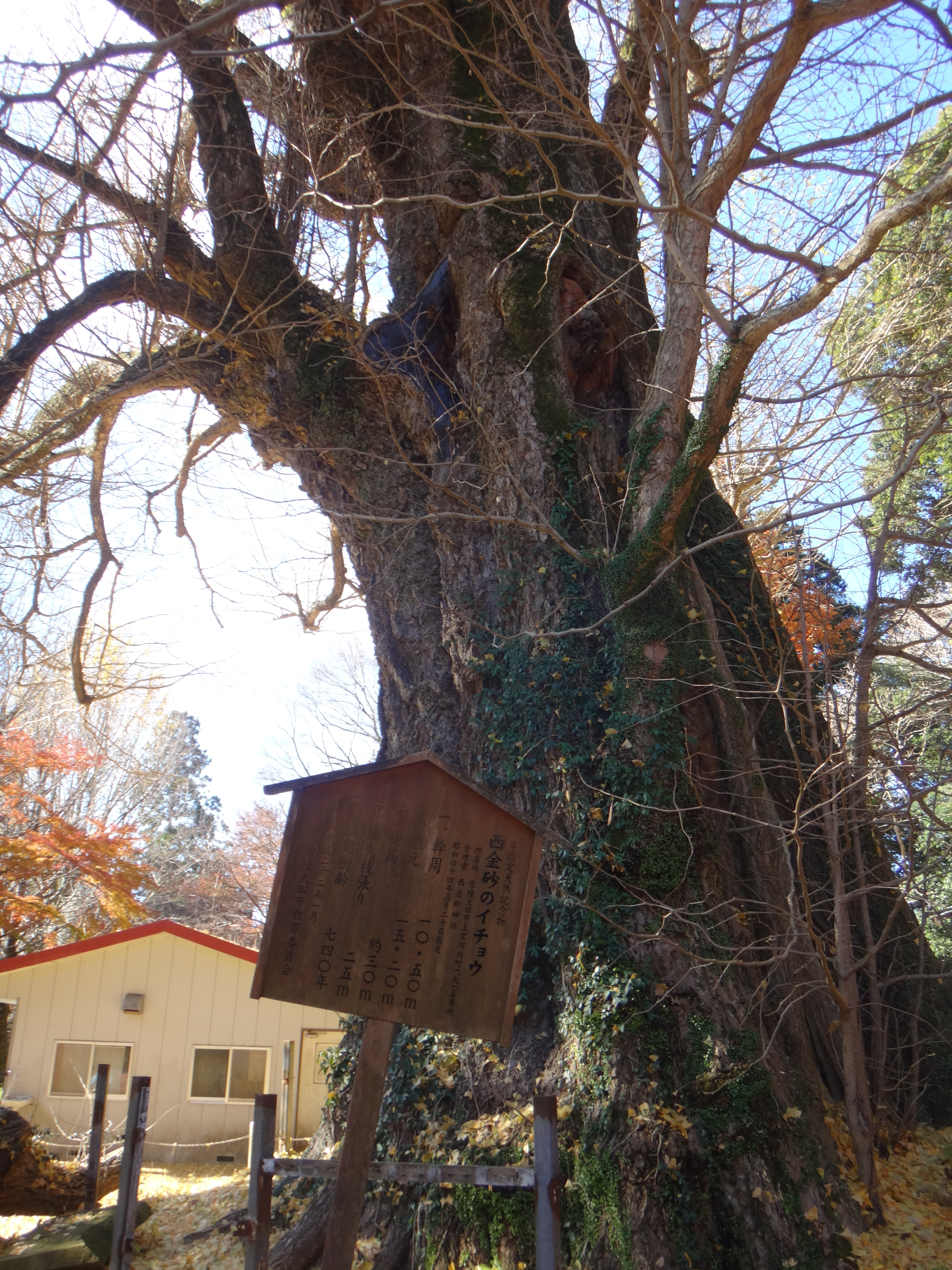
西金砂のイチョウ

## 西金砂神社

### 歴史
延暦25年（806年）宝珠上人による創建。後に慈覚大師により中興され、古くは金砂大権現と呼ばれた天台宗の山岳寺院もあった。絶壁の天然要塞のため、中世期には佐竹氏の城郭として使用されていた。治承4年（1180年）源頼朝との金砂城の戦いでは、佐竹氏を破った頼朝が、金砂山が再び佐竹氏の戦略上の拠点とされることを警戒し、西金砂山が中心となっていた信仰を新たに東金砂山に移したと伝えられている。異なる位置にある2つの山に、それぞれ「金砂山」という名前が付いているのには、こうした宗教政策も背景にあったことが窺える。

### 金砂神社磯出大祭礼
西金砂神社では、72年周期で行われる大祭礼と、6年周期で行われる小祭礼があり、両祭礼とも平安初期から始まり、当社と各地の祭祀場を巡り、田楽舞を奉納し、天下泰平と五穀豊穣を祈願する。大祭礼は大規模で長蛇の行列で約7日間かけて、日立市の水木浜まで往復する。
大祭礼に関しては「二度見る者は稀である」と言われる。

## 登山
ニ之鳥居から表参道の石段を登ること約5分で西金砂神社拝殿へ。拝殿から山頂の本殿までのは約10分。参道は途中から登山道らしくなり、最後に急な石段を登れば荘厳な雰囲気のある本殿へ。本殿から向かって左側（西側）は約100 mほど切れ落ちた断崖で、展望地となっている。また、すぐ裏に展望台もある。
なお、四等三角点のあるP410.4 mまでは約15分であるが、落ち葉が多く、断崖で切れ落ちているために注意が必要である。

## 交通
常磐道那珂ICから約50分。JR水郡線山方宿駅からタクシーで約25分。県道29号（常陸太田那須烏山線）から、金砂の湯がある交差点を西金砂神社の案内板に従い右折、ポケットパークを右手に一之鳥居をくぐると、道幅が狭くなるので注意が必要だが、暫く進むと二之鳥居前の駐車場に着く。

## ギャラリー

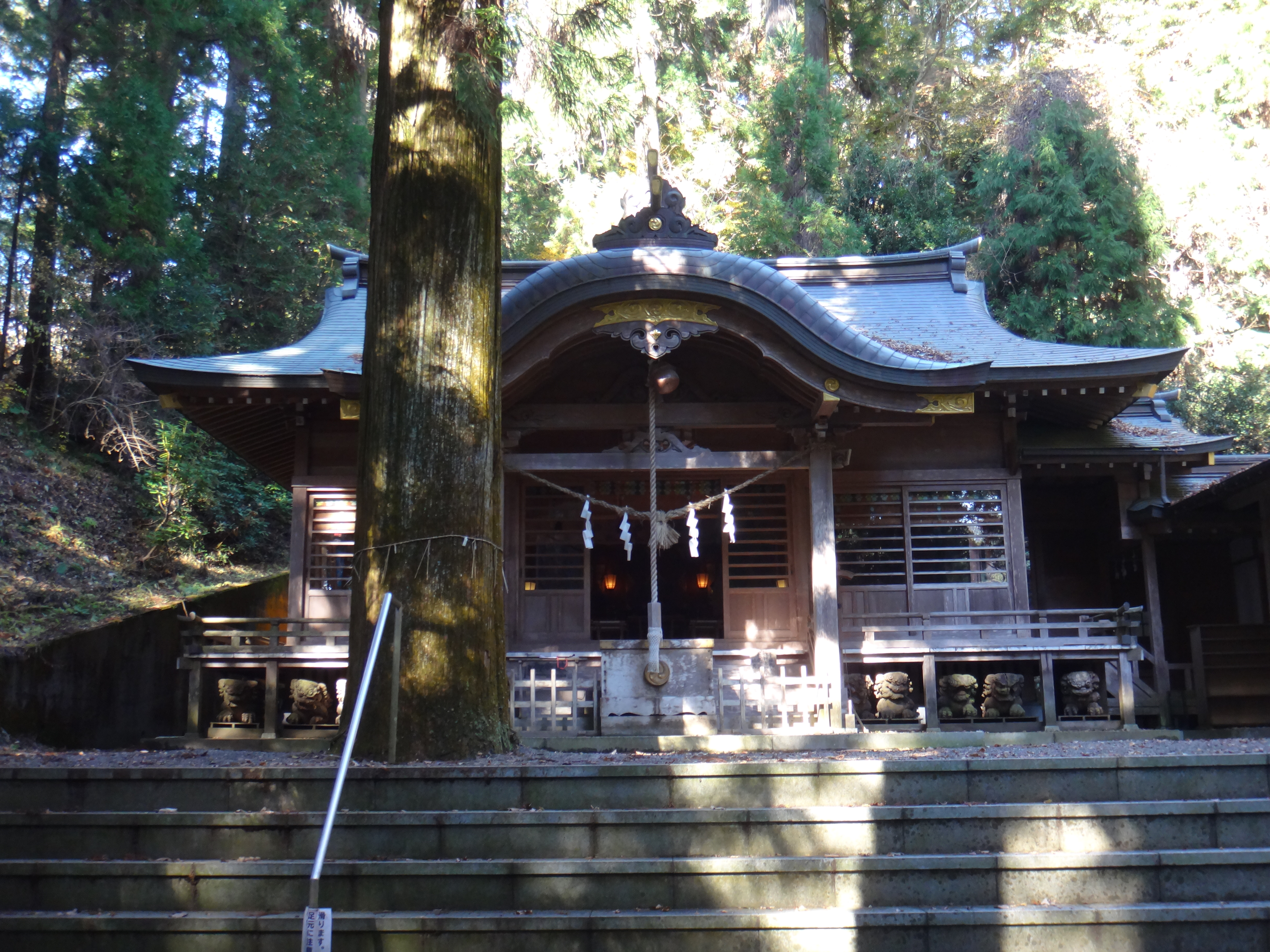
西金砂神社拝殿
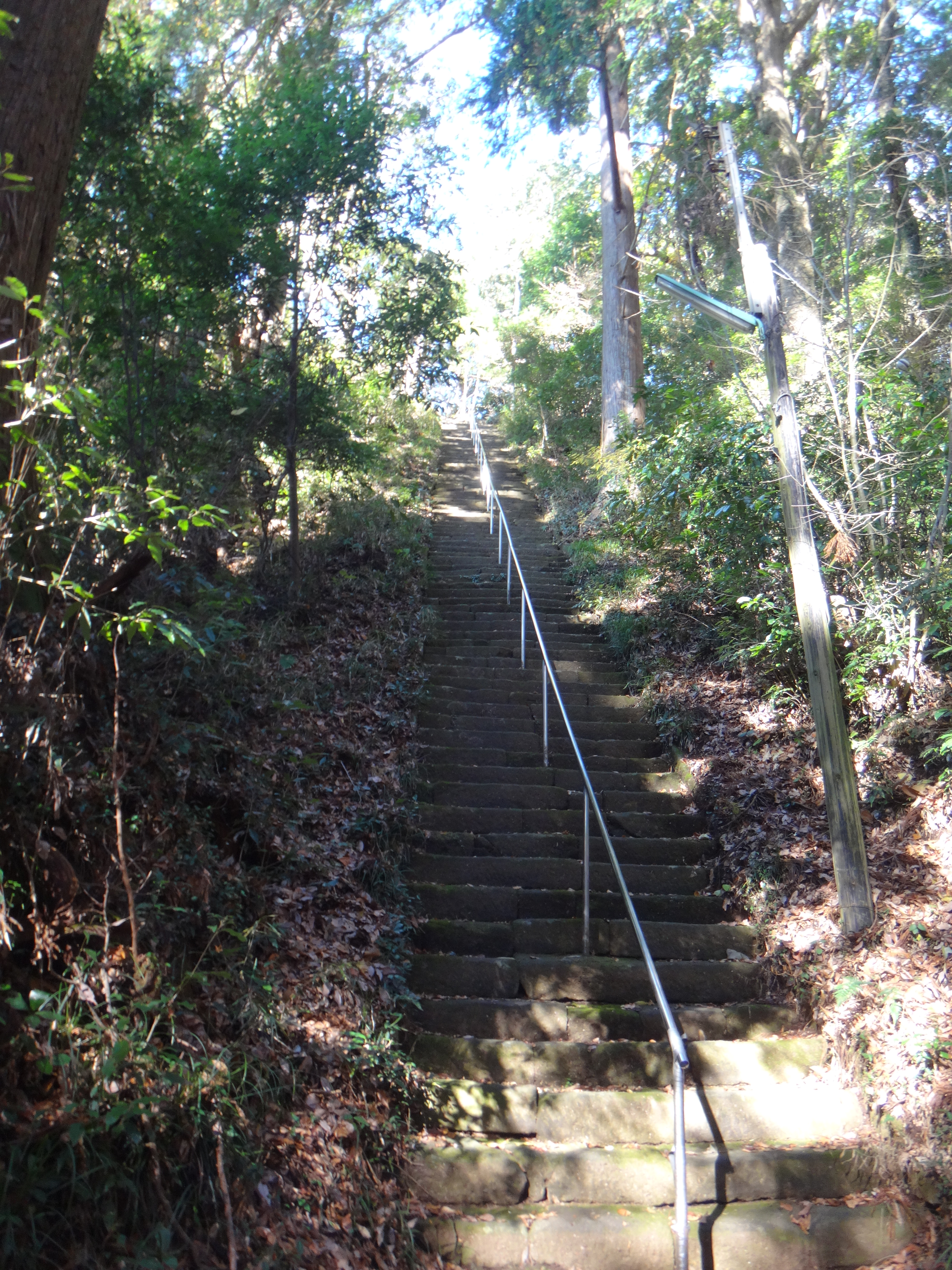
西金砂神社本殿まで続く石段
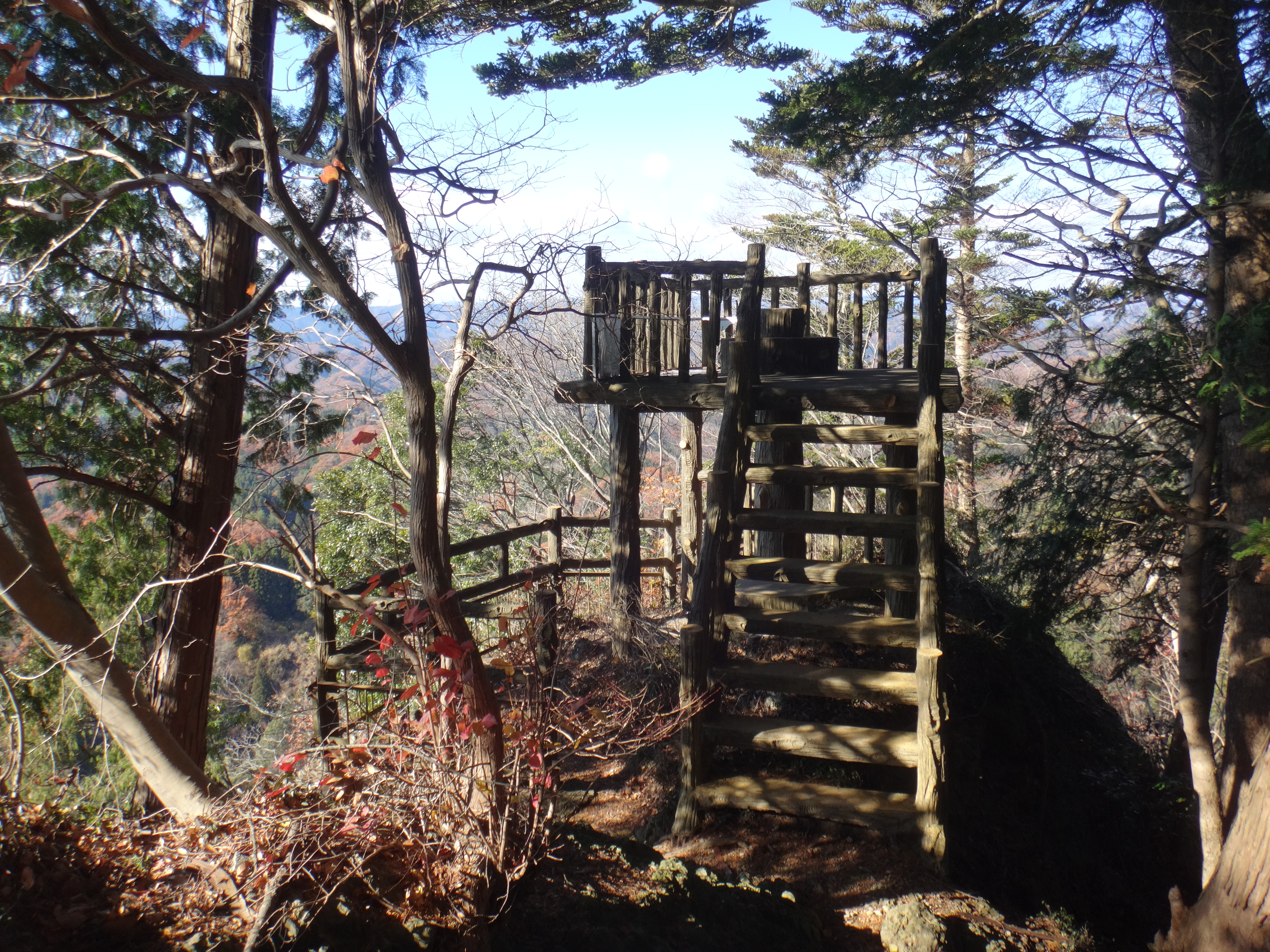
西金砂神社本殿裏の展望台
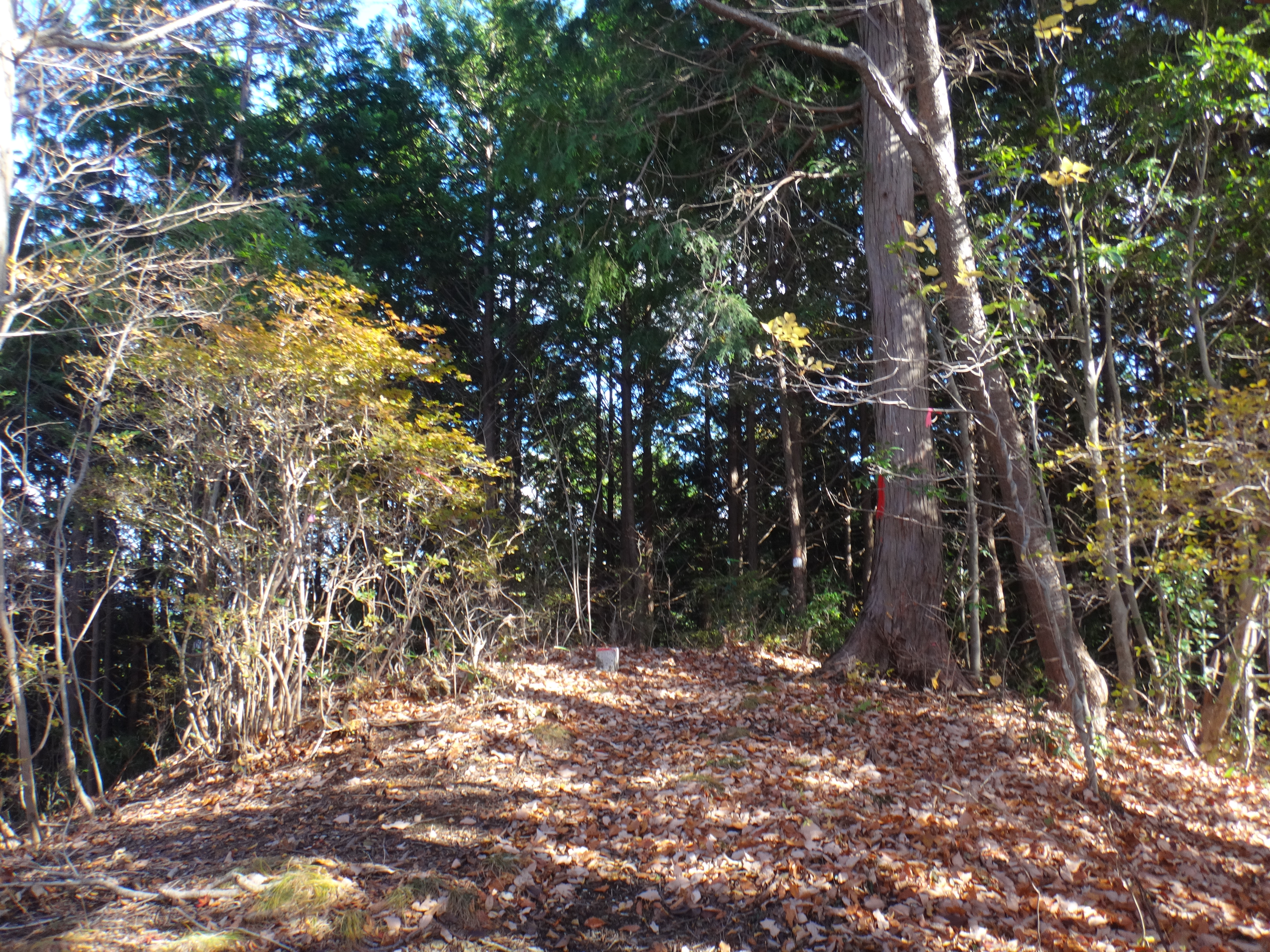
四等三角点のある410.4 m峰
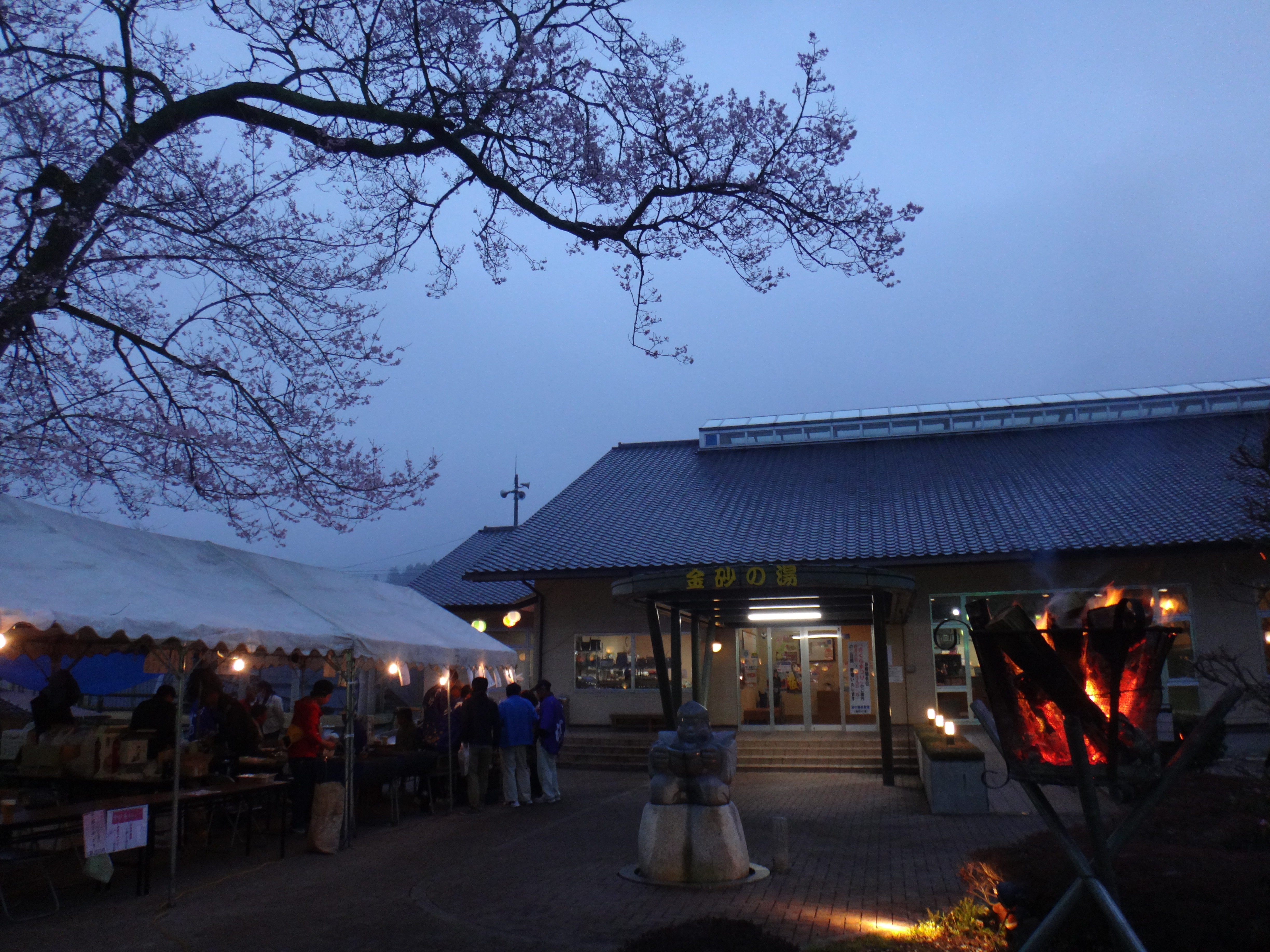
金砂の湯

## テレビ出演
2019年12月15日放送・テレビ朝日系『ナニコレ珍百景』にて「険しい崖の上に歴史ある神社」として放送され、珍百景に登録された。
2022年3月13日放送・NHK製作の大河ドラマ『鎌倉殿の13人』（第10回 根拠なき自信）本編及び紀行において、放送された。紀行では絶壁に守られた天然の要塞である西金砂山を前に苦戦を強いられる頼朝軍、『吾妻鏡』には人の力では打ち破り難い堅固な要塞だと記されていると紹介された。